# Jan Gwiazdomorski (lekarz)

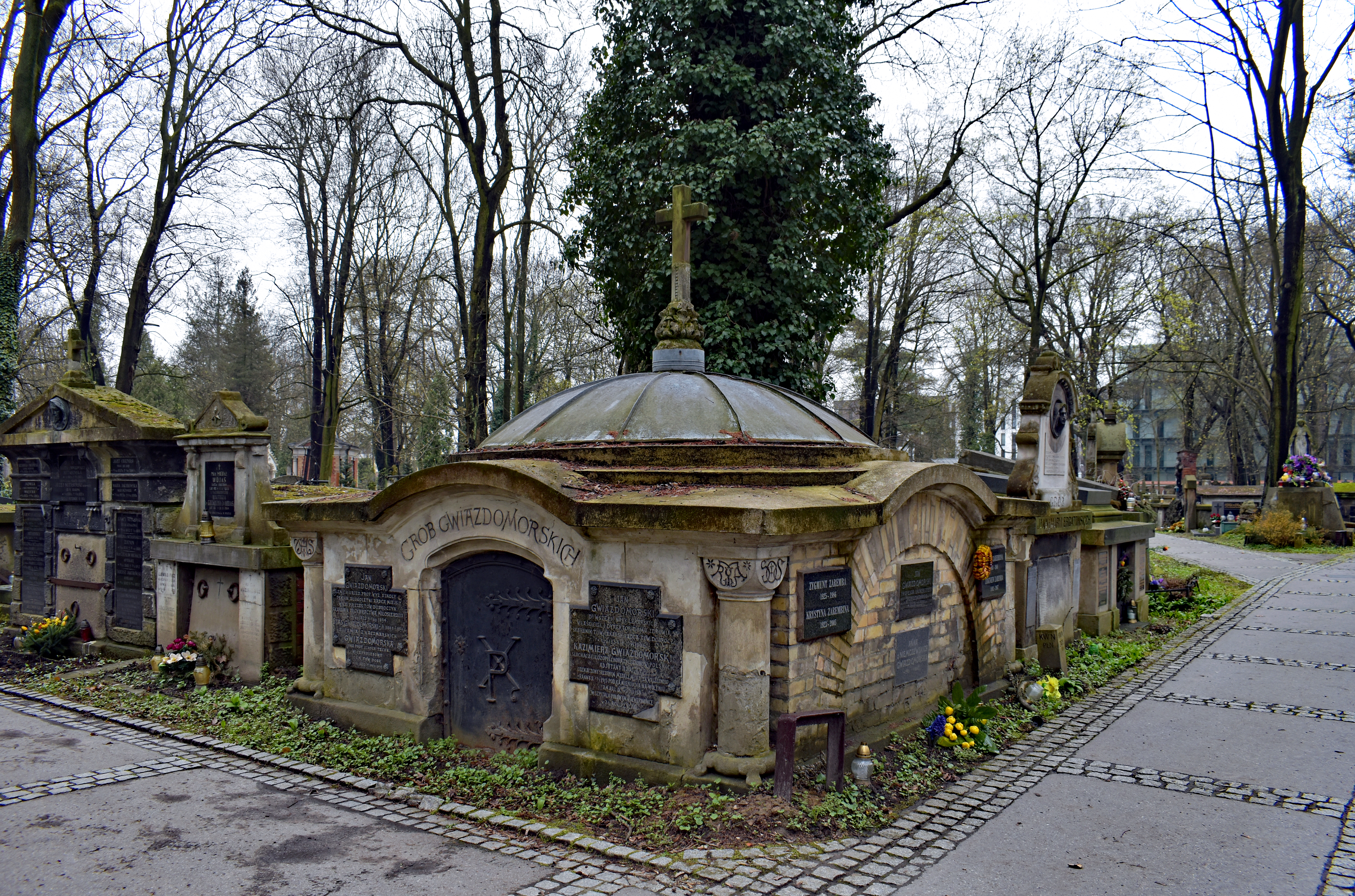
Grobowiec rodziny Gwiazdomorskich na cmentarzu Rakowickim

Jan Kazimierz Władysław Gwiazdomorski (ur. 7 kwietnia 1854 we Lwowie, zm. 11 czerwca 1906 w Krakowie) – lekarz, założyciel pierwszej galicyjskiej prywatnej lecznicy w Krakowie nazywanej Domem Zdrowia, który w latach 1889–1950 mieścił się przy ul. Siemiradzkiego 1 (róg z Łobzowską) w Krakowie (obecnie NZOZ Szpital Ginekologiczno-Położniczy im. Rafała Czerwiakowskiego).
Jego synami byli: Jan Gwiazdomorski, profesor nauk prawnych, specjalista z zakresu prawa cywilnego i Kazimierz Gwiazdomorski (1890–1915), chorąży Legionów Polskich, kawaler orderu Virtuti Militari.
Został pochowany na cmentarzu Rakowickim w Krakowie.